# Matilda av Braunschweig-Lüneburg
Matilda av Braunschweig-Lüneburg, död 1318, var hertiginna av Glogau som gift med Henrik III av Glogau. 
Hon var regent som förmyndare för sin son Henrik IV av Glogau 1309-1312.